# Raionul Bobrovîțea, Cernihiv
Bobrovîțea (în ucraineană Бобровицький район, transliterat: Bobrovîțkîi raion) este un raion în regiunea Cernihiv, Ucraina. Reședința sa este orașul Bobrovîțea.

## Demografie
Componența lingvistică a raionului Bobrovîțea
     Ucraineană (97,88%)
     Rusă (1,75%)
     Alte limbi (0,25%)
Conform recensământului din 2001, majoritatea populației raionului Bobrovîțea era vorbitoare de ucraineană (97,88%), existând în minoritate și vorbitori de rusă (1,75%).